# Shadowgrounds Survivor
Shadowgrounds Survivor est un jeu vidéo de type shoot 'em up en vue de dessus développé par Frozenbyte, sorti à partir de novembre 2007 sur Windows, Linux et OS X,.
Il s'agit de la suite de Shadowgrounds sorti en 2005. Il raconte l'histoire des derniers humains survivants sur la lune Ganymède, qui avait été attaquée par des extraterrestres.